# فونا توناکی
فونا توناکی (انگلیسی: Funa Tonaki؛ زادهٔ ۱ اوت ۱۹۹۵) جودوکار زن اهل ژاپن است.
وی در مسابقات کشوری و بین‌المللی در مجموع برندهٔ ۱ مدال طلا، ۳ مدال نقره شده‌است.